# 딕 웨슨

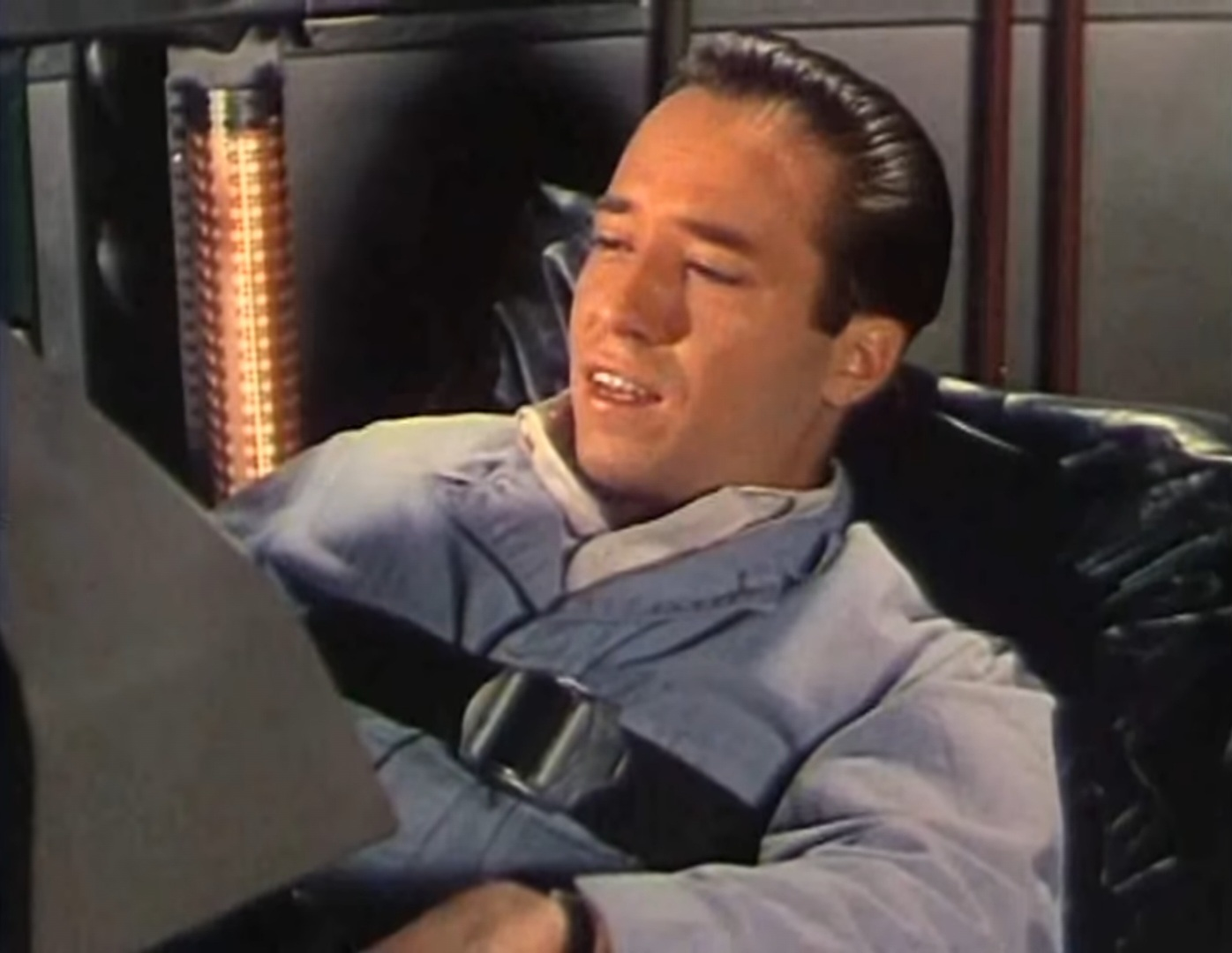

딕 웨슨(Dick Wesson, 1922년 11월 19일 ~ 1996년 4월 25일)은 미국의 배우, 텔레비전 배우, 각본가, 영화 프로듀서이다.
보스턴에서 태어났으며 랜초미라지에서 사망하였다. 사인은 대동맥류이다.

## 영화
- 위험한 열차 (1977년)
- 체인지 오브 마인드 (1969년)
- 비버리 힐빌리즈 (1962년)
- 심부름 소년 (1961년)
- 사막의 노래 (1953년)
- 캘러미티 제인 (1953년)
- 스타리프트 (1951년)
- 데스티네이션 문 (1950년)